# 石渕町
石渕町（いしぶちまち）は、福島県郡山市に所在する町丁である。郵便番号は963-8814。

## 地理
郡山市役所本庁所管地域である旧郡山地区に属する。北で横塚、南東で上野山、南で水門町、南西から西にかけ芳賀とそれぞれ隣接する。郡山駅東側の市街地に位置し、住居表示が実施されている。概ね行合橋以北の一級水系阿武隈川左岸沿いの区域を範囲とする。域内は住宅地が広がり、事業所などが点在する。芳賀に所在する郡山警察署芳賀交番、および堂前町に所在する郡山消防署本署がそれぞれ管轄にあたる。

### 河川・湖沼
一級水系阿武隈川水系
- 阿武隈川

## 世帯数と人口
2024年1月1日現在の世帯数と人口は以下の通りである。
| 町丁   | 世帯数  | 人口  |
| ------ | ------- | ----- |
| 石渕町 | 258世帯 | 528人 |

## 小・中学校の学区
市立小・中学校に通う場合、学区は以下の通りとなる。
| 番地 | 小学校             | 中学校                 |
| ---- | ------------------ | ---------------------- |
| 全域 | 郡山市立芳賀小学校 | 郡山市立郡山第四中学校 |

## 交通

### 道路
- 福島県道65号小野郡山線
  - 行合橋
- 福島県道372号須賀川二本松自転車道線
- 一級市道53号昭和二丁目八山田線（内環状線）

## 施設等
- 陰山建設